# Victor J. Glover
Victor Jerome Glover (* 30. April 1976 in Pomona, Kalifornien) ist ein US-amerikanischer Astronaut der NASA. Glover ist ein Commander der U.S. Navy und Absolvent der U.S. Air Force Test Pilot School. Er hat Abschlüsse der California Polytechnic State University, der Air University und Naval Postgraduate School.

## Zeit als Militärpilot
2003 beendete er die Ausbildung als Pilot der F/A-18 Hornet. Er machte in der folgenden Zeit mehr als 400 Landungen auf einem Flugzeugträger und flog 24 Kampfeinsätze bei der Operation Iraqi Freedom auf dem Träger John F. Kennedy. Während seiner einjährigen Testpilotenausbildung flog er mehr als 30 Flugzeugtypen. Am 9. Juni 2007 wurde er zum Testpiloten ernannt. Als Testpilot in der Naval Air Weapons Station China Lake testete er verschiedene Waffensysteme auf der F/A-18 Hornet, Super Hornet und EA-18G Growler. Er absolvierte mehr als 3.000 Flugstunden auf mehr als 40 Flugzeugtypen.

## Raumflüge

### Crew Dragon
Im August 2018 wurde er der zweiten bemannten Mission des Raumschiffs Dragon V2 (SpaceX Crew-1) zugeteilt. Die Mission startete am 16. November 2020 und erreichte die ISS am Folgetag. Glover und die drei weiteren Crewmitglieder komplettierten damit die Mannschaft der ISS-Expedition 64. Die Rückkehr zur Erde erfolgte am 2. Mai 2021.

### Artemis
Im Dezember 2020 wurde Glover als Kandidat für Mondflüge im Rahmen des Artemis-Programms ausgewählt. Im April 2023 wurde er als Pilot der Mission Artemis 2 bekannt gegeben.

## Privates
Glover ist verheiratet und hat 4 Kinder. Er war Mitarbeiter des US-Senators John McCain.